# Луцик, Роман Ярославович

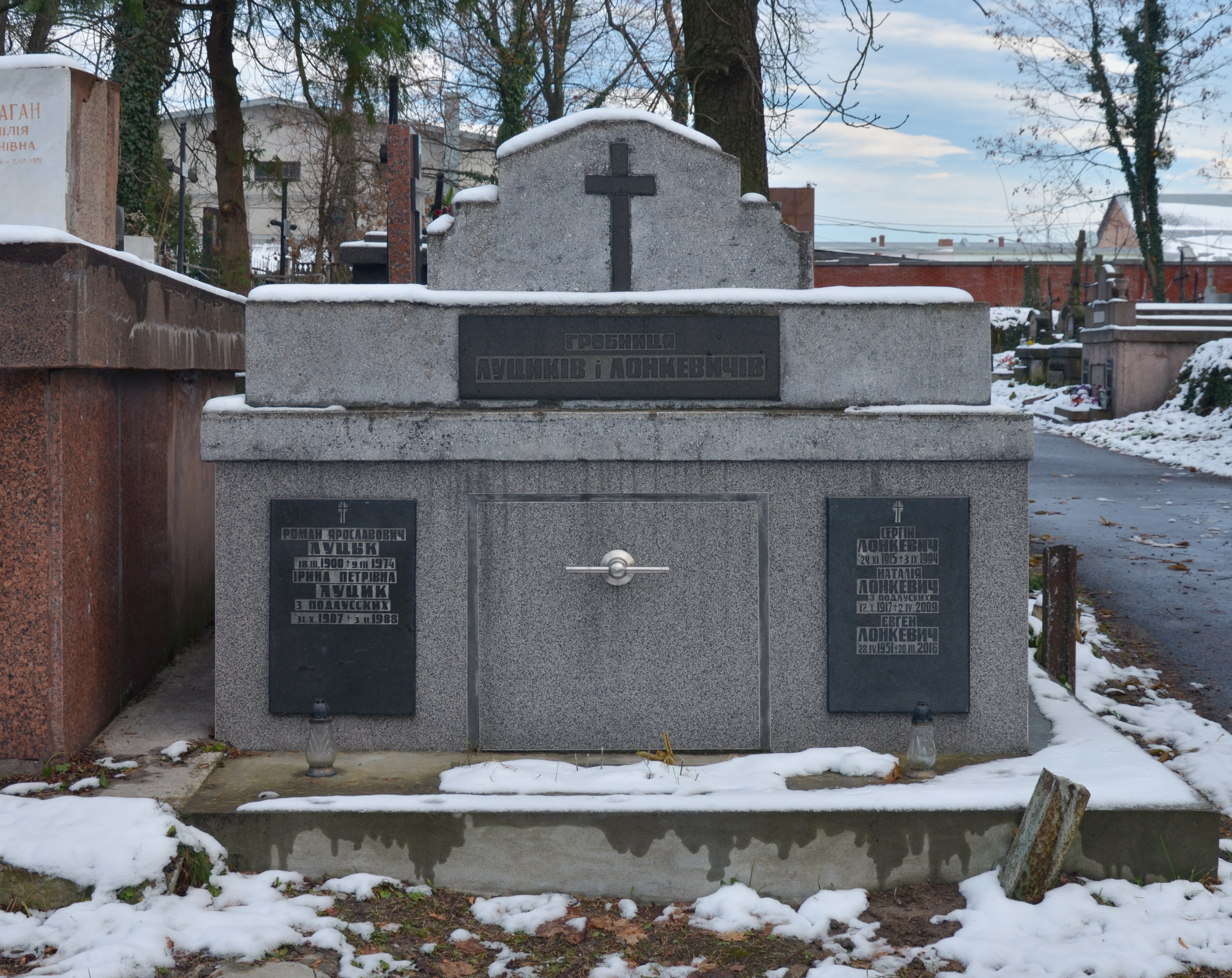
Гробница Луцыков и Лонкевичей

Роман Ярославович Луцык (1900—1974) — советский украинский библиотековед, публицист, общественный деятель.
Автор ряда трудов, некоторые из которых подписывал псевдонимами — Бандурист, Р. Л.

## Биография
Родился 18 марта 1900 года в селе Лука, ныне в Тернопольской области Украины, в семье священника. Детские и юные годы провел в селе Бурдяковцы.
Обучался в Борщевской реальной гимназии с польским языком преподавания (1914), в гимназии Ростова-на-Дону (1915) и в гимназии Дубно (1921). В 1932 году окончил философский факультет Львовского университета (ныне Львовский национальный университет имени Ивана Франко). В 1938 году получил степень магистра философии за работу «Stosunek Bakunina do polaków i sprawy polskiej», после чего учительствовал во Львове (1939—1941) и работал во Львовской научной библиотеке (1942—1973).
В 1950 году Роман Ярославович окончил библиотечный факультет Львовского культпросветного техникума, получив диплом библиотекаря. С этого же года работал заведующим отделом редкой книги, в котором собрал богатые фонды старопечатных из библиотек Галичины, а также — издания из библиотеки Народного дома во Львове и книги из частной коллекции А. С. Петрушевича. Луцык был составителем фундаментальных каталогов старинных изданий, автором научных исследований о книжных памятниках, составителем ряда био- и библиографических указателей, членом редколлегий многочисленных научных сборников.
Наряду с профессиональной деятельностью занимался и общественной — был участником культурной жизни Львова: членом студенческого общества «Друг» (1925—1926 — секретарь, 1927—1928 — член правления); членом общества «Любителей Истории и словесности» (один из его учредителей); членом Ставропигийского института (с 1934 года, участвовал в издании его печатного органа — журнала «Временникъ Львовского Ставропигіона»), состоял в Общества им. М. Качковского (в 1932—1939 годах возглавлял его центральную библиотеку и архив), являлся действительным членом Галицко-русской матицы. Кроме этого Роман Ярославович Луцык редактировал периодические издания: литературно-публицистический журнал «На рубеже» (1927—1928), газету «Огни» (1930), бюллетень «Листок» (1932—1939).
Интересно, что в течение 1954—1973 годов Р. Я. Луцык вел подробный дневник на украинском и русском языках, в котором фиксировал, кроме частных и семейных событий, жизнь тогдашнего Львова — работу Львовской научной библиотеки, создал краткие характеристики культурных, общественных и партийных деятелей города.
Умер 9 марта 1974 года во Львове и похоронен на городском Яновском кладбище в одной гробнице с женой — Ириной Петровной Луцык (Подлусской, 1907—1988) — учительницей истории, дочерью священника села Любыни Яворовского района Львовской области.

## Личная библиотека

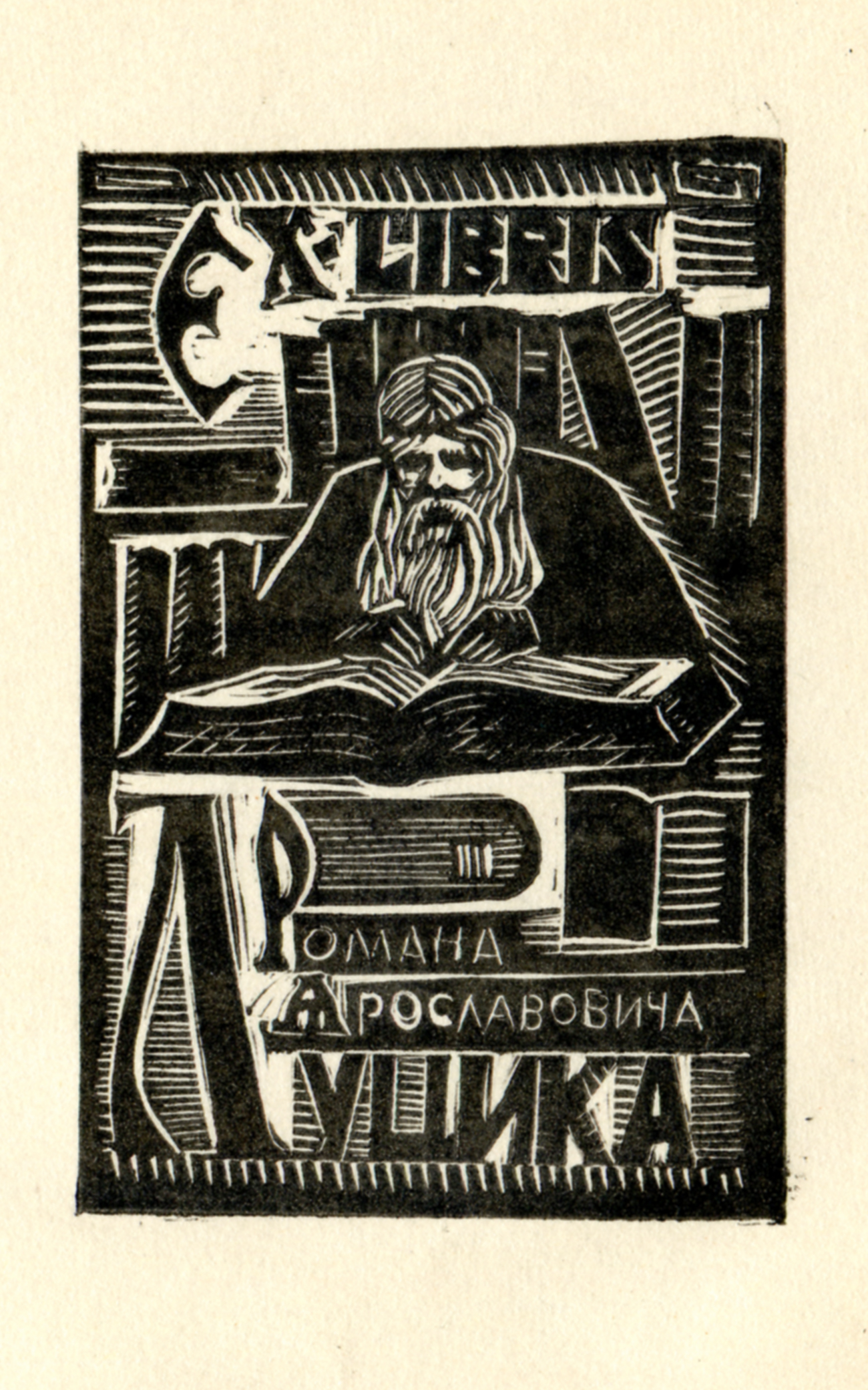
Экслибрис Романа Луцыка

Будучи интеллектуалом и книголюбом, Роман Луцык собрал богатую библиотеку, в которую вошли прижизненные издания Михаила Грушевского, Ивана Франко, Емельяна Огоновского, Антона Петрушевича, а также книги по истории Галичины, польско-украинских отношений, истории книгопечатания, библиотечного дела, естественных и технических наук, ценная подборка украинской, польской, русской художественной классики. В библиотеке Г. Я. Луцыка находились издания Ставропигийского института, из библиотеки Оссолинских, типографий Жолквы, Кракова, Варшавы, Санкт-Петербурга, Праги, Мюнхена, Берлина, Вильнюса. Временной диапазон собранных им изданий охватывает начало XIX века — вторую половину XX века.
В 2016 году семья передала его личную домашнюю библиотеку, дополненную изданиями, которые коллекционировали Сергей и Евгений Лонкевичи, в дар Научной библиотеке Национального университета «Львовская политехника», где создавался отдельный именной Фонд Луцыка и Лонкевичей.